# Sepsis arotrolabis
Sepsis arotrolabis är en tvåvingeart som beskrevs av Oswald Duda 1926. Sepsis arotrolabis ingår i släktet Sepsis och familjen svängflugor. Inga underarter finns listade i Catalogue of Life.